# Business Education College
Business Education College (BEC) er en dansk handelsskole som tilbyder merkantile ungdomsuddannelser, kurser og efteruddannelser inden for handel, grafik og design samt datamatikeruddannelser på dansk og engelsk. BEC er tilsluttet ENIS-skolerne. 
BEC har en underafdeling BEC Business, og undervisningsstederne BEC Design Hellerup og BEC Design Bornholm.
Skolen hed tidligere  Handelsskolen i Ballerup, men skiftede navn i 2005, skolen ligger centralt i Ballerup – ved Ballerup Station og tilkørselsvejene Ring 4 og Frederikssundsvej.

## BEC i tal
Blev grundlagt i 1987 og har siden 1994 haft til huse i nye bygninger, der til sammen udgør 10.300 kvadratmeter. Institutionen har 1.500 årselever fordelt på 11.000 personer. Der er ansat 150 årsværk. Skolens daglige ledelse er på 8 personer. Skolen har de nyeste it-faciliteter med over 500 pc'er i netværk.